# Station Morskogen
Station Morskogen  is een station in Morskogen in de gemeente Eidsvoll in fylke Viken  in  Noorwegen. Het station langs Dovrebanen werd geopend in 1880 als  station Ulvin toen de spoorlijn vanaf Eidsvoll werd uitgebouwd tot aan Hamar. Het gebouw is ontworpen door Peter Andreas Blix.
Morskogen werd in 1983 gesloten voor personenvervoer. Het emplacement wordt nog wel gebruikt als passeerspoor.